# Vénérable archi-fraternité de la Miséricorde de Florence
La vénérable archi-fraternité de la Miséricorde de Florence (en abrégé Ven. Arc. Misericordia de Florence) est une confrérie laïque fondée à Florence au xiiie siècle par saint Pierre de Vérone dans le but de travailler aux gestes de miséricorde évangélique envers les nécessiteux. Aujourd'hui, c'est la plus ancienne confrérie d'assistance aux malades et, en général, la plus ancienne institution de service volontaire privée au monde encore en activité depuis sa fondation, datée de 1244 selon les registres conservés dans ses archives. Ses membres laïcs, connus sous le nom de frères, continuent de fournir une partie du service de transport de malades de la ville et portaient encore, jusqu'en avril 2006, la traditionnelle robe noire (datant du xviie siècle), désormais réduite à une utilisation dans les cérémonies, en raison de la réglementation nationale de la sécurité routière. Suivant l'exemple de la confrérie florentine, de nombreuses institutions similaires ont vu le jour dans toute l'Italie et à l'étranger.
La vénérable archi-fraternité de la Miséricorde de Florence adhère à la Compagnia delle Misericordie, une confédération fondée par la Miséricorde de Florence, Rifredi et Bivigliano. En 2014, elle est redevenue la Confédération italienne de la Miséricorde en quittant la Compagnia delle Misericordie.

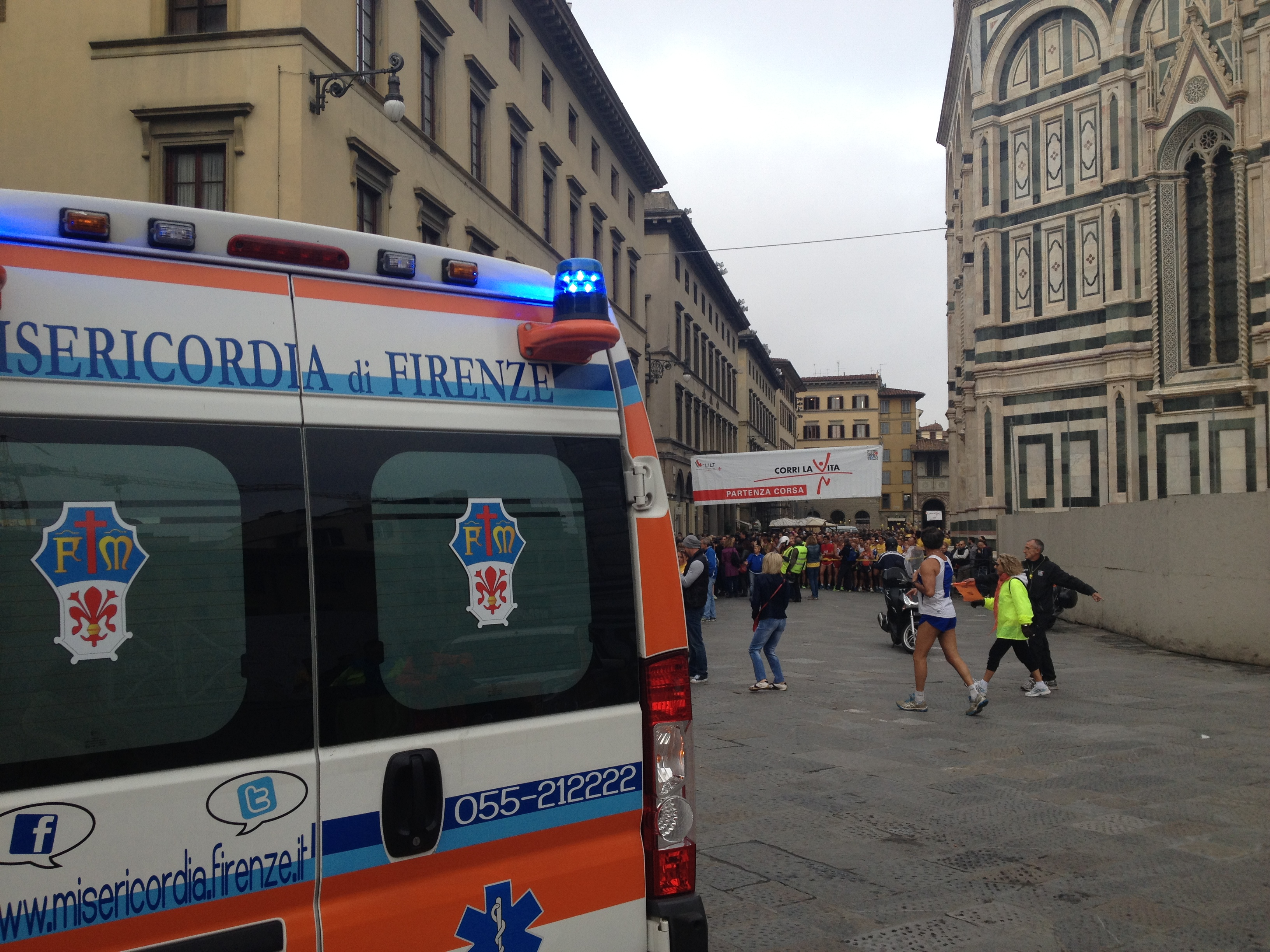
Ambulance en service durant le marathon de Florence (place du Dôme)

La plupart des autres miséricordes, tout en conservant leur indépendance, adhèrent à la Confédération nationale des miséricordes italiennes, dont le siège est également à Florence et qui regroupe environ 700 confréries.